# Crossrail 2
| Spurweite: | 1435 mm (Normalspur) |                         |                         |
| Stromsystem: | 25 kV 50 Hz ~        |                         |                         |
| Streckengeschwindigkeit: | 140 km/h             |                         |                         |
| Zweigleisigkeit: | ja                   |                         |                         |
| |                      |                         |                         |
| \| \| \| Broxbourne \| \| \| \| \| Cheshunt \| \| \| \| \| Waltham Cross \| \| \| \| \| M25 \| \| \| \| \| Enfield Lock \| \| \| \| \| Brimsdown \| \| \| \| \| Ponders End \| \| \| \| \| Angel Road \| \| \| \| \| Northumberland Park \| \| \| \| \| Tottenham Hale \| \| \| \| \| West Anglia Main Line \| \| \| \| \| New Southgate \| \| \| \| \| \| \| \| \| \| Alexandra Palace \| \| \| \| \| Turnpike Lane \| \| \| \| \| Seven Sisters \| \| \| \| \| \| \| \| \| \| Dalston \| \| \| \| \| Angel \| \| \| \| \| Euston St Pancras \| \| \| \| \| Tottenham Court Road \| \| \| \| \| Victoria \| \| \| \| \| King’s Road Chelsea \| \| \| \| \| Themse \| \| \| \| \| Clapham Junction \| \| \| \| \| Balham \| \| \| \| \| South Western Main Line \| \| \| \| \| Wimbledon \| \| \| \| \| \| \| \| \| \| \| \| \| \| \| Raynes Park \| \| \| \| \| \| \| \| \| \| Motspur Park \| \| \| \| \| \| \| \| \| \| Malden Manor \| \| \| \| \| Tolworth \| \| \| \| \| Chessington North \| \| \| \| \| Chessington South \| \| \| \| \| Worcester Park \| \| \| \| \| Stoneleigh \| \| \| \| \| Ewell West \| \| \| \| \| Epsom \| \| \| \| \| New Malden \| \| \| \| \| \| \| \| \| \| Berrylands \| \| \| \| \| Surbiton \| \| \| \| \| Thames Ditton \| \| \| \| \| Hampton Court \| \| \| \| \| Norbiton \| \| \| \| \| Kingston \| \| \| \| \| Themse \| \| \| \| \| Hampton Wick \| \| \| \| \| Teddington \| \| \| \| \| Fulwell \| \| \| \| \| Hampton \| \| \| \| \| Kempton Park \| \| \| \| \| Sunbury \| \| \| \| \| Upper Halliford \| \| \| \| \| Shepperton \| \| |                      |                         |                         |
| Kopfbahnhof Streckenanfang |                      | Broxbourne              | Broxbourne              |
| Bahnhof |                      | Cheshunt                | Cheshunt                |
| Haltepunkt / Haltestelle |                      | Waltham Cross           | Waltham Cross           |
| |                      | M25                     |                         |
| Haltepunkt / Haltestelle |                      | Enfield Lock            | Enfield Lock            |
| Haltepunkt / Haltestelle |                      | Brimsdown               | Brimsdown               |
| Haltepunkt / Haltestelle |                      | Ponders End             | Ponders End             |
| Haltepunkt / Haltestelle |                      | Angel Road              | Angel Road              |
| Haltepunkt / Haltestelle |                      | Northumberland Park     | Northumberland Park     |
| Bahnhof |                      | Tottenham Hale          | Tottenham Hale          |
| Abzweig ehemals geradeaus und nach rechts |                      | West Anglia Main Line   | West Anglia Main Line   |
| Kopfbahnhof Streckenanfang (Strecke außer Betrieb) · Tunnelanfang (Strecke außer Betrieb) |                      | New Southgate           | New Southgate           |
| Tunnelanfang (Strecke außer Betrieb) · Strecke (außer Betrieb) (im Tunnel) |                      |                         |                         |
| Haltepunkt / Haltestelle (Strecke außer Betrieb) (im Tunnel) · Strecke (außer Betrieb) (im Tunnel) |                      | Alexandra Palace        | Alexandra Palace        |
| Bahnhof (Strecke außer Betrieb) (im Tunnel) · Strecke (außer Betrieb) (im Tunnel) |                      | Turnpike Lane           | Turnpike Lane           |
| Bahnhof (Strecke außer Betrieb) (im Tunnel) · Strecke (außer Betrieb) (im Tunnel) |                      | Seven Sisters           | Seven Sisters           |
| |                      |                         |                         |
| Bahnhof (Strecke außer Betrieb) (im Tunnel) |                      | Dalston                 | Dalston                 |
| Bahnhof (Strecke außer Betrieb) (im Tunnel) |                      | Angel                   | Angel                   |
| Bahnhof (Strecke außer Betrieb) (im Tunnel) |                      | Euston St Pancras       | Euston St Pancras       |
| Bahnhof (Strecke außer Betrieb) (im Tunnel) |                      | Tottenham Court Road    | Tottenham Court Road    |
| Bahnhof (Strecke außer Betrieb) (im Tunnel) |                      | Victoria                | Victoria                |
| Haltepunkt / Haltestelle (Strecke außer Betrieb) (im Tunnel) |                      | King’s Road Chelsea     | King’s Road Chelsea     |
| Strecke unter Wasserlauf (Strecke außer Betrieb) (im Tunnel) |                      | Themse                  | Themse                  |
| Bahnhof (Strecke außer Betrieb) (im Tunnel) |                      | Clapham Junction        | Clapham Junction        |
| Bahnhof (Strecke außer Betrieb) (im Tunnel) |                      | Balham                  | Balham                  |
| Strecke von halbrechts · Strecke (außer Betrieb) (im Tunnel) |                      | South Western Main Line | South Western Main Line |
| Bahnhof · Bahnhof (Strecke außer Betrieb) (im Tunnel) |                      | Wimbledon               | Wimbledon               |
| Strecke · Tunnelende (Strecke außer Betrieb) |                      |                         |                         |
| |                      |                         |                         |
| Bahnhof |                      | Raynes Park             | Raynes Park             |
| |                      |                         |                         |
| Strecke · Bahnhof |                      | Motspur Park            | Motspur Park            |
| Strecke |                      |                         |                         |
| Strecke · Haltepunkt / Haltestelle · Strecke |                      | Malden Manor            | Malden Manor            |
| Strecke · Haltepunkt / Haltestelle · Strecke |                      | Tolworth                | Tolworth                |
| Strecke · Haltepunkt / Haltestelle · Strecke |                      | Chessington North       | Chessington North       |
| Strecke · Kopfbahnhof Streckenende · Strecke |                      | Chessington South       | Chessington South       |
| Strecke · Haltepunkt / Haltestelle |                      | Worcester Park          | Worcester Park          |
| Haltepunkt / Haltestelle |                      | Stoneleigh              | Stoneleigh              |
| Strecke · Haltepunkt / Haltestelle |                      | Ewell West              | Ewell West              |
| Strecke · Kopfbahnhof Streckenende |                      | Epsom                   | Epsom                   |
| Bahnhof |                      | New Malden              | New Malden              |
| |                      |                         |                         |
| Strecke · Haltepunkt / Haltestelle |                      | Berrylands              | Berrylands              |
| Strecke · Bahnhof |                      | Surbiton                | Surbiton                |
| Strecke · Haltepunkt / Haltestelle |                      | Thames Ditton           | Thames Ditton           |
| Strecke · Kopfbahnhof Streckenende |                      | Hampton Court           | Hampton Court           |
| Haltepunkt / Haltestelle |                      | Norbiton                | Norbiton                |
| Haltepunkt / Haltestelle |                      | Kingston                | Kingston                |
| Brücke über Wasserlauf |                      | Themse                  | Themse                  |
| Haltepunkt / Haltestelle |                      | Hampton Wick            | Hampton Wick            |
| Bahnhof |                      | Teddington              | Teddington              |
| Haltepunkt / Haltestelle |                      | Fulwell                 | Fulwell                 |
| Haltepunkt / Haltestelle |                      | Hampton                 | Hampton                 |
| Haltepunkt / Haltestelle |                      | Kempton Park            | Kempton Park            |
| Haltepunkt / Haltestelle |                      | Sunbury                 | Sunbury                 |
| Haltepunkt / Haltestelle |                      | Upper Halliford         | Upper Halliford         |
| Kopfbahnhof Streckenende |                      | Shepperton              | Shepperton              |

Crossrail 2 ist ein Schienenverkehrsprojekt in London. Die S-Bahn-ähnliche Strecke soll die von Surrey her kommende South Western Main Line über die Bahnhöfe Victoria und King’s Cross mit der West Anglia Main Line nach Hertfordshire verbinden. An der Tottenham Court Road würde sie die am 24. Mai 2022 eröffnete West-Ost-Verbindung von Crossrail kreuzen. In Anlehnung an eine früher vorgeschlagene Streckenführung war das Projekt lange Zeit unter der Bezeichnung Chelsea–Hackney Line bekannt. Entsprechende Planungen reichen bis in die 1970er Jahre zurück.

## Streckenführung
Der im Rahmen einer öffentlichen Konsultation im Oktober 2015 vorgestellte Plan sieht für Crossrail 2 folgende Streckenführung vor:
Ganz im Norden soll ein Teilstück der West Anglia Main Line viergleisig ausgebaut werden, zwischen Broxbourne in der Grafschaft Hertfordshire und Tottenham Hale. In Cheshunt, dem ersten Bahnhof auf dem Gebiet von Greater London, bestünde Anschluss an das Netz von London Overground. Südlich von Tottenham Hale ist das Nordportal des Innenstadttunnels vorgesehen. Ein zweiter, überwiegend unterirdischer Streckenast soll in New Southgate beginnen und in Richtung Seven Sisters führen. Dabei werden zwei Varianten untersucht, entweder über Wood Green oder über Turnpike Lane.
In Dalston soll der zentrale, vollständig unterirdische Streckenteil beginnen, der von bis zu 30 Zügen stündlich befahren werden soll. Ein wichtiger Knotenpunkt wird Euston St Pancras zwischen den Bahnhöfen Euston, King’s Cross und St Pancras sein. An der Tottenham Court Road soll die Strecke der Elizabeth Line (Crossrail) gekreuzt werden. Über die Bahnhöfe Victoria und Clapham Junction soll Crossrail Wimbledon erreichen, wo das Südportal entstehen soll. Untersucht werden zurzeit Varianten über Balham und Tooting Broadway, wobei letztere aufgrund geologischer Schwierigkeiten weniger wahrscheinlich erscheint. Crossrail 2 soll südwestlich von Wimbledon vier Zweigstrecken der South Western Main Line übernehmen. Diese führen nach Shepperton, Hampton Court, Chessington South und Epsom.

## Planungsgeschichte

### Frühere Projekte
Pläne zum Bau einer Nord-Süd-Durchmesserlinie durch das Stadtzentrum gab es erstmals 1970, als der London Transport Board in einer Studie neue Bahnbauprojekte untersuchte. Die Chelsea–Hackney Line sollte einerseits die Central Line, die District Line und die Victoria Line entlasten, andererseits mit Chelsea und Hackney zwei nicht durch die U-Bahn bediente Stadtteile erschließen. Als konventionelle Röhrenbahn (tube) ausgeführt, hätte sie ein Teilstück der District Line zwischen Wimbledon und Parsons Green übernommen, via Waterloo und Aldwych das Stadtzentrum durchquert und nordöstlich von Leytonstone einen Streckenast der Central Line befahren.
British Rail stellte 1980 in einer weiteren Studie eine mögliche Eisenbahn-Tunnelverbindung zwischen den Bahnhöfen Victoria und Euston vor, die mehrere Vorortsstrecken miteinander verknüpft hätte. Aufgrund der Empfehlungen der 1989 vorgestellten Central London Rail Study des Verkehrsministeriums wurde 1991 ein Verkehrskorridor im Zentrum Londons verbindlich festgelegt. Da die Verlängerung der Jubilee Line nach Osten Priorität hatte, musste die Umsetzung der Chelsea–Hackney Line auf unbestimmte Zeit verschoben werden. Das 1995 vorgestellte Alternativkonzept einer Express-Metro mit weniger Haltestellen und verstärkter Nutzung bestehender Strecken sah eine Linie von East Putney über Victoria, King’s Cross und Hackney nach Epping vor, mit einem Abzweig über die North London Line nach North Woolwich (letztere wird heute zu einem großen Teil von der Docklands Light Railway befahren).
Die im Jahr 2000 in Auftrag gegebene London East-West Study untersuchte Crossrail, die Chelsea–Hackney Line sowie eine Kombination beider Projekte von Wimbledon über Tottenham Court Road zur Liverpool Street. 2007 gab die Regierung von Gordon Brown dem Crossrail-Projekt den Vorzug, womit klar war, dass sich die Realisierung der Chelsea–Hackney Line aus finanziellen Gründen um mindestens ein Jahrzehnt verzögern würde. Diese Entscheidung stieß auf Kritik einzelner Verkehrsexperten, die eine Nord-Süd-Verbindung als weitaus dringlicher betrachteten.
Ebenfalls 2007 wurde die im Jahr 1991 festgelegte Route unter der neuen Bezeichnung Crossrail 2 aktualisiert. So war beispielsweise am Sloane Square kein Bahnhof mehr vorgesehen. Als absehbar war, dass größere und längere Züge erforderlich sein würden, änderten die Planer das Lichtraumprofil: Statt einer engen Röhrenbahn war nun ein großzügig dimensionierter Tunnel nach dem britischen Eisenbahnstandard vorgesehen. Somit würde die Strecke eher einer S-Bahn als einer U-Bahn gleichen. Die 2011 von Network Rail veröffentlichte Streckennutzungsstudie schlug eine Anpassung der Crossrail-2-Route vor. Sie sollte von Victoria über Clapham Junction nach Wimbledon führen. Ebenso sollte auf die Nutzung bestehender U-Bahn-Strecken (Parsons Green–Wimbledon und Leytonstone–Epping) verzichtet werden.

### Aktuelles Projekt
Im Mai 2013 begann Transport for London (TfL) mit einer öffentlichen Konsultation zu zwei potenziellen Streckenvarianten:
- „Metro-Option“: vollständig unterirdische Strecke Wimbledon – Zentral-London – Angel – Alexandra Palace
- „Regionale Option“: Twickenham/Surbiton/Epsom – Wimbledon – Zentral-London – Angel – Alexandra Palace/Cheshunt

TfL veröffentlichte die Ergebnisse der Konsultation am 29. November 2013. Die Zustimmung für das Projekt Crossrail 2 war eindrücklich: 96 % der Befragten unterstützten es, während lediglich 2 % es ablehnten. Dabei zeigte sich eine deutliche Bevorzugung für die regionale Option, die ein größeres Einzugsgebiet abdeckt. Basierend auf den Ergebnissen nahm TfL einige Modifikationen vor und führte im Juni 2014 eine zweite öffentliche Konsultation durch. Die vorgeschlagenen Änderungen betrafen drei Bereiche: Verlängerung von Alexandra Palace nach New Southgate, möglicher Verzicht auf einen Bahnhof in Chelsea sowie Verlegung der Verzweigung in Dalston an einen nördlicher gelegenen Standort.
Eine dritte Konsultationsrunde von Oktober 2015 bis Januar 2016 trug zur Klärung verbliebener Fragen bei. Dabei manifestierte sich erheblicher Widerstand gegen einen Bahnhof an der King’s Road in Chelsea. TfL erwägt daher, unter Umständen auf den Bau dieses Bahnhofs zu verzichten. Das Verkehrsministerium schätzte die Baukosten im Jahr 2017 auf 31,2 Milliarden Pfund. Außerhalb Londons regte sich Kritik, dass Verkehrsprojekte in anderen Landesteilen benachteiligt würden.
Im Oktober 2020 wurde die Planung von Crossrail 2 im Rahmen der TfL-Finanzierungsvereinbarung pausiert, während die bisherige Arbeit dokumentiert und die Trasse weiterhin durch Schutzanweisungen gesichert wird.